# Dzjoengaarse Alataoe
De Dzjoengaarse Alataoe (Russisch: Джунгарский Алатау; Mongools: Алаг Уул; Chinees: 阿拉套山; Kazachs: Жетісу Алатауы) is een gebergte op de grens van Kazachstan en China. De Dzjoengaarse Alataoe bestaat uit twee parallel aan elkaar gelegen bergketens, een noordelijke en een zuidelijke rug. De noordelijke rug heeft een lengte van circa 300 km en is gelegen in oostnoordoost-westzuidwest richting. Deze rug heeft een aaneengesloten karakter en vormt de grens met China. De zuidelijke rug is korter en diffuser.
Het gebergte wordt in het westen begrensd door het dal van de Ili, in het oosten door de Dzjoengaarse Poort. De gemiddelde hoogte van de noordelijke rug ligt rond de 4.000 meter. Hier bevindt zich de Besbaqan (Бесбақан), ook Alagordy genoemd, die met een hoogte van 4.622 m de hoogste piek van de Dzjoengaarse Alataoe is. De zuidelijke rug heeft een gemiddelde hoogte van 3.770 meter. Lang werd echter gedacht dat de zuidelijke rug de hoogste berg bezat. De werkelijke hoogte van de Tışqantaoe (Тышқантау) werd in de 20e eeuw echter naar beneden bijgesteld, van 5.050 naar 4.359 meter boven zeeniveau.

## Toerisme
In het gebied zijn twee resorts, die bereikbaar zijn vanuit Tekeli. Tekeli is per bus bereikbaar vanuit Almaty richting Taldykurgna. De namen van de resorts zijn Tekesu en Tau Zhetisu. Er zijn slechts weinig, en eenvoudige, toeristische voorzieningen. Naast wintersport, is het gebied aantrekkelijk voor alpine-stijl bergbeklimmen.